# Elecciones legislativas de Rumania de 2008
Las elecciones legislativas se celebraron en Rumanía el 30 de noviembre de 2008. El Partido Liberal Democrático (PD-L) obtuvo la mayoría de escaños en la Cámara de Diputados y el Senado, a pesar de que la alianza al mando deL Partido Socialdemócrata (PSD) obtuvo un porcentaje de votos ligeramente mayor que el PD-L. Los dos partidos posteriormente formaron una coalición de gobierno con Emil Boc del PDL como Primer ministro.

## Sistema electoral
El presidente Traian Băsescu del Partido Liberal Democrático (PD-L) había querido introducir un solo-ganador dos-sistema electoral redondo antes de esta elección, pero un 2007 referéndum en la propuesta fallada debido a concurrencia insuficiente. Un sistema electoral nuevo estuvo introducido como compromise, con el partido anterior-listar sistema de representación proporcional cambió a un miembro mixto sistema de representación proporcional que utiliza sub-condado constituencies (colegii electorale). Un candidato estuvo declarado el ganador  en cualquier universidad electoral donde  obtuvieron más de 50% del voto. Asientos donde ningún candidato ganó un francamente la mayoría es entonces destinó utilizar el D'Hondt método. Si es necesario, el número de los asientos para cada cuarto está levantado, por dar asientos suplementarios. Un umbral electoral de 5% estuvo solicitado cada cuarto; o ganando al menos seis universidades para el Cuarto de Diputados y tres universidades para el Senado por más de 50%. Había un ajustamiento adicional para el Cuarto de Diputados alrededor de los candidatos de minorías nacionales.

## Partidos
El principal partidos que disputaban en la elección era la alianza de centro-izquierda del Partido Socialdemócrata (PSD) y el Partido Conservador (PC); el liberal-conservador Partido Liberal Democrático (PD-L); y el Partido Nacional Liberal (PNL).
Otro significativo contendiente era el partido de la mínoria étnica húngara. La Unión Democrática de Húngaros en Rumanía (UDMR) y el nacionalista Partido de la Gran Rumanía (PRM), ambos de quien estuvo representado en el Parlamento anterior.

## Encuestas de opinión
| Encuestadora                 | Fecha            | Fuente | PD-L  | PSD-PC | PSD   | PNL   | PNG  | PRM  | UDMR | PC   | PNȚ-CD | PIN  | PCM  | Indeciso |
| IMAS                         | 26/06/2008       |        | 40%   | N/Un   | 26%   | 18%   | 5%   | 3%   | 5%   | N/Un | N/Un   | N/Un | N/Un | N/Un     |
| INSOMAR                      | 22-30/07/2008    |        | 38%   | N/Un   | 26%   | 16%   | 3%   | 3%   | 4%   | 2%   | 2%     | 2%   | 1%   | N/Un     |
| ATLE                         | 25-05/08-09/2008 |        | 30.2% | N/Un   | 33.1% | 16%   | 3.2% | 3.4% | 4.8% | 3.1% | 1.1%   | 2%   | N/Un | N/Un     |
| Metro-Medios de comunicación | 1-16/09/2008     |        | 37%   | N/Un   | 28%   | 17%   | 3%   | 5%   | 5%   | 3%   | 1%     | 3%   | N/Un | N/Un     |
| INSOMAR                      | 12-17/09/2008    |        | 39%   | N/Un   | 25%   | 20%   | 3%   | 4%   | 4%   | 1%   | N/Un   | N/Un | 1%   | N/Un     |
| CCSB                         | 22-25/09/2008    |        | 34%   | 36%    | N/Un  | 20%   | 2%   | 3%   | 5%   | N/Un | 1%     | N/Un | N/Un | N/Un     |
| CURS                         | 10-23/10/2008    |        | 32%   | 31%    | N/Un  | 18%   | 5%   | 5%   | 5%   | N/Un | 1%     | 1%   | N/Un | N/Un     |
| CCSB                         | 25-27/10/2008    |        | 34%   | 37%    | N/Un  | 18%   | 2%   | 3%   | 6%   | N/Un | N/Un   | N/Un | N/Un | N/Un     |
| INSOMAR                      | 30-03/10-11/2008 |        | 37%   | 32%    | N/Un  | 17%   | 3%   | 5%   | 6%   | N/Un | N/Un   | N/Un | N/Un | N/Un     |
| CCSB                         | 11/11/2008       |        | 34.5% | 37.7%  | N/Un  | 14.4% | 2.3% | 4.0% | 6.6% | N/Un | N/Un   | N/Un | N/Un | N/Un     |
| BCS                          | 10-14/11/2008    |        | 34.4% | 31.8%  | N/Un  | 19.9% | 1.9% | 3.6% | 5.1% | N/Un | N/Un   | N/Un | N/Un | 25.5%    |
| BCS                          | 17-21/11/2008    |        | 32.6% | 31.2%  | N/Un  | 21.4% | 2.9% | 4.1% | 6.1% | N/Un | N/Un   | N/Un | N/Un | 29,5%    |
| INSOMAR                      | 21-23/11/2008    |        | 32%   | 35%    | N/Un  | 21%   | 3%   | 3%   | 5%   | N/Un | N/Un   | N/Un | N/Un | N/Un     |
| CSOP                         | 19-23/11/2008    |        | 34%   | 31%    | N/Un  | 21%   | 3%   | 3%   | 7%   | N/Un | N/Un   | N/Un | N/Un | 27%      |
| BCS                          | 23-26/11/2008    |        | 31.1% | 32%    | N/Un  | 21.3% | 3.2% | 4.3% | 6.3% | N/Un | N/Un   | N/Un | N/Un | 26%      |

## Resultados
Según los resultados finales oficiales, la Alianza de centro-izquierda PSD+PC obtuvo el 33.1% en el Cuarto de Diputados, justo al frente del Partido Liberal Democrático encima 32.4%, con el Partido Liberal Nacional encima 18.6% y la Unión Democrática de Hungarians en Rumanía encima 6.2%. La alianza dirigida por el partido Democrático Social ganó 34.2% en el Senado, justo al frente del Partido Liberal Democrático encima 33.6%, con el Partido Liberal Nacional encima 18.7% y la Unión Democrática de Hungarians en Rumanía encima 6.4%. 
Comparado a la 2004 elección, el Partido Democrático Social-la alianza dirigida cayó atrás #unos cuantos porcentaje en la participación de voto nacional. El Partido Liberal Democrático y el partido Liberal Nacional habían competido en la última elección junta como la Justicia y Alianza de Verdad, pero había partido en abril de 2007. El Partido Liberal Democrático hizo beneficios significativos en 2008 para devenir el partido más grande en ambas casas, mientras el Partido Liberal Nacional hizo beneficios más pequeños. Soporte para la Unión Democrática de Hungarians en Rumanía era en gran parte sin cambios. El Partido de Rumanía más Grande obtuvo 13% del voto nacional para el Cuarto en 2004, pero fallado para hacer el 5% umbral para representación este año. Otro partido nacionalista, el Partido de Generación Nuevo, otra vez fallado para cruzar el 5% umbral para representación.
| Partido                                             | Partido                                                   | Cuarto de Diputados | Cuarto de Diputados | Cuarto de Diputados | Cuarto de Diputados | Senado     | Senado | Senado   | Senado |
| Partido                                             | Partido                                                   | Votos               | %                   | Asientos            | +/–                 | Votos      | %      | Asientos | +/–    |
| --------------------------------------------------- | --------------------------------------------------------- | ------------------- | ------------------- | ------------------- | ------------------- | ---------- | ------ | -------- | ------ |
|                                                     | Alianza PSD+PC (PSD, PC)                                  | 2,279,449           | 33.1                | 114                 | –10                 | 2,352,968  | 34.16  | 49       | –6     |
|                                                     | Partido Demócrata Liberal                                 | 2,228,860           | 32.4                | 115                 | +48                 | 2,312,358  | 33.57  | 51       | +22    |
|                                                     | Partido Nacional Liberal                                  | 1,279,063           | 18.6                | 65                  | +5                  | 1,291,029  | 18.74  | 28       | +4     |
|                                                     | Unión Democrática de Húngaros en Rumanía                  | 425,008             | 6.2                 | 22                  | ±0                  | 440,449    | 6.39   | 9        | –1     |
|                                                     | Partido de la Gran Rumanía                                | 217,595             | 3.2                 | 0                   | –21                 | 245,930    | 3.57   | 0        | –13    |
|                                                     | Partido de la Nueva Generación                            | 156,901             | 2.3                 | 0                   | 0                   | 174,519    | 2.53   | 0        | 0      |
|                                                     | Partido Roma "Pro Europa"                                 | 44,037              | 0.6                 | 1                   | –                   | –          | –      | –        | –      |
|                                                     | Foro Democrático de los Alemanes en Rumanía               | 23,190              | 0.3                 | 1                   | –                   | –          | –      | –        | –      |
|                                                     | Federación de las Comunidades Judías de Rumania           | 22,393              | 0.3                 | 1                   | –                   | –          | –      | –        | –      |
|                                                     | Partido Ecologista de Rumania                             | 18,279              | 0.27                | 0                   | –                   | 48,119     | 0.7    | 0        | –      |
|                                                     | Unión Democrática de Eslovacos y Checos en Rumania        | 15,373              | 0.2                 | 1                   | –                   | –          | –      | –        | –      |
|                                                     | Unión Búlgara de Banat-Rumania                            | 14,039              | 0.2                 | 1                   | –                   | –          | –      | –        | –      |
|                                                     | Unión de los Armenios de Rumania                          | 13,829              | 0.2                 | 1                   | –                   | –          | –      | –        | –      |
|                                                     | Unión Democrática de Tártaros Turco-Musulmanes de Rumania | 11,868              | 0.2                 | 1                   | –                   | –          | –      | –        | –      |
|                                                     | Asociación de los Macedonios de Rumania                   | 11,814              | 0.2                 | 1                   | –                   | –          | –      | –        | –      |
|                                                     | Unión de Serbios en Rumania                               | 10,878              | 0.2                 | 1                   | –                   | –          | –      | –        | –      |
|                                                     | Asociación de Italianos de Rumania                        | 9,567               | 0.1                 | 1                   | –                   | –          | –      | –        | –      |
|                                                     | Unión Democrática Turca de Rumania                        | 9,481               | 0.1                 | 1                   | –                   | –          | –      | –        | –      |
|                                                     | Unión de Ucranianos de Rumanía                            | 9,338               | 0.1                 | 1                   | –                   | –          | –      | –        | –      |
|                                                     | Comunidad de los Rusos Lipovanos en Rumania               | 9,203               | 0.1                 | 1                   | –                   | –          | –      | –        | –      |
|                                                     | Unión de Croatas de Rumanía                               | 9,047               | 0.1                 | 1                   | –                   | –          | –      | –        | –      |
|                                                     | Unión Helénica de Rumania                                 | 8,875               | 0.1                 | 1                   | –                   | –          | –      | –        | –      |
|                                                     | Liga de Albaneses de Rumanía                              | 8,792               | 0.1                 | 1                   | –                   | –          | –      | –        | –      |
|                                                     | Partido de los Romaníes                                   | 8,388               | 0.1                 | 0                   | –                   | 10,805     | 0.16   | 0        | –      |
|                                                     | Unión de Polos en Rumanía                                 | 7,670               | 0.1                 | 1                   | –                   | –          | –      | –        | –      |
|                                                     | Unión Cultural de Rutenios de Rumanía                     | 4,514               | 0.1                 | 1                   | –                   | –          | –      | –        | –      |
|                                                     | Partido Socialista Rumano                                 | 585                 | 0.0                 | 0                   | –                   | 445        | 0.02   | 0        | –      |
|                                                     | Partido Nacional Democrático Cristiano                    | 316                 | 0.0                 | 0                   | –                   | 1,365      | 0.02   | 0        | –      |
|                                                     | Partido de la Rumanía Europea                             | 87                  | 0.0                 | 0                   | –                   | –          | –      | –        | –      |
|                                                     | Independientes                                            | 28,355              | 0.4                 | –                   | –                   | 10,068     | 0.1    | 0        | 0      |
| Votos nulos/en blanco                               | Votos nulos/en blanco                                     | 352,077             | –                   | –                   | –                   | 350,816    | –      | –        | –      |
| Total                                               | Total                                                     | 7,238,871           | 100                 | 334                 | +2                  | 7,238,871  | 100    | 137      | 0      |
| Votantes registrados/participación                  | Votantes registrados/participación                        | 18,464,274          | 39.2                | –                   | –                   | 18,464,274 | 39.2   | –        | –      |
| Fuente: Nohlen & Stöver Oficina de Elección Central |                                                           |                     |                     |                     |                     |            |        |          |        |

## Consecuencias

### Formación de gobierno

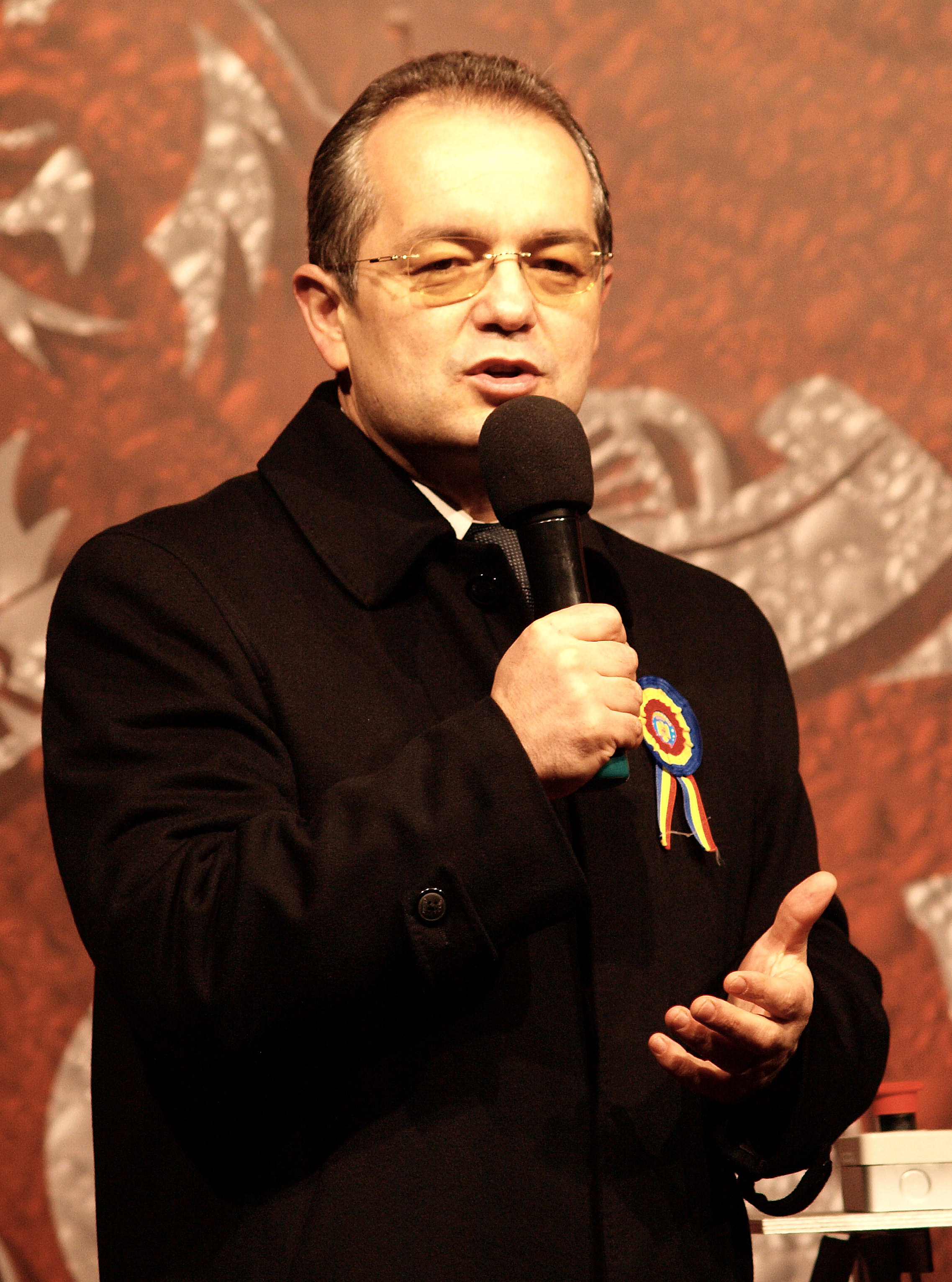
Segundo Primer ministro Designa, Emil Boc hablando.

Esté esperado que una coalición magnífica de los Demócratas Sociales y el Partido Liberal Democrático (PDL) sería formado. Inicialmente el Primer ministro-designar era Theodor Stolojan, el PDL  candidato oficial. Esté designado Primer ministro  por el Presidente Traian Băsescu el 11 de diciembre de 2008, el decreto oficial que es emitido e imprimido en el Monitorul Oficial al día siguiente.
El 15 de diciembre de 2008, cuatro días después de su nombramiento, y un día después del protocolo de coalición estuvo firmado, Stolojan anunció que  haya dimitido de la posición de Primer ministro-designar, sin dar cualquier razón. El mismo día, Băsescu firmó un decreto que nominó el Alcalde de Cluj-Napoca y PDL presidente Emil Boc.
Boc  gobierno de coalición con los Demócratas Sociales estuvo aprobado por parlamento en un 324@–115 voto y estuvo jurado en el 22 de diciembre de 2008. Mircea Geoana De los Demócratas Sociales devenían la cabeza nueva  del Senado, con Roberta Alma Anastase del PDL como el Presidente nuevo del Cuarto de Diputados.

### Por-elecciones
En el inicio del 2008@–2012 plazo parlamentario, partidos únicos que había ganado sienta en las 2008 elecciones eran elegibles de disputar parlamentarios por-elecciones. Aun así, este cambiado en 2011, después de qué todos partidos estuvieron dejados para proponer candidatos. El cambio vino después repitió concursos al Tribunal Constitucional de Rumanía de anterior 2009 candidato a la presidencia Remus Cernea.
Siguiendo el nombramiento de Bogdan Olteanu al Consejo de Administración del Banco Nacional de Rumanía cuando Gobernador de Diputado, el primer por-la elección del plazo parlamentario tuvo lugar en Bucarest constituency 1 será aguantado el primer por-elección de esta legislatura. La elección estuvo agarrada 17 de enero de 2010 y era un concurso entre Radu Stroe del Partido Liberal Nacional (PNL) y Honorius Prigoană, representando el PDL. Los Demócratas Sociales decidieron no para proponer un candidato y para apoyar el PNL candidato. Stroe Era posteriormente elegido.
Daniela Popa dimitió del Cuarto de Diputados para tomar oficina cuando Presidente del Seguro que Supervisa Comité, también dando un paso abajo tan presidente del Partido Conservador. El PNL decidió no para tener su candidato propio, pero para apoyar el PSD+candidato de PC, basado en el acuerdo de los señores para la Bucarest por-elección. El PSD nominó miembro de Partido Conservador y director de Lotería de rumano anterior Liliana Mincă, con el PDL poniendo adelante anfitrión de espectáculo de televisión anterior Teo Trandafir, quién fue en para ganar.
Siguiendo la muerte de Ioan Timiş, Diputado para Hunedoara Condado constituency 3, un por-la elección tuvo lugar el 28 de noviembre de 2010. Todos los  partidos nominaron candidatos, con Ministro anterior de Laboral, Mariana Câmpeanu del PNL ganador.
En enero de 2011, el representante del Macedonians en Rumanía, Liana Dumitrescu, murió. Cuando  sea una representante  de una minoría nacional, su asiento tuvo no universitario. Como resultado, su asiento quedó vacío.
En abril de 2011 Victor Surdu murió, vacating su asiento en el Cuarto de Diputados, Neamț Condado constituency 6. El por-la elección estuvo agarrada 21 de agosto de 2011 y ganado por el PDL candidato, Adrian Rădulescu, Secretario de Estado en el Ministerio de Agricultura.